# Massacres de 2021 de Gida Ayana
 (octobre 2024).
Les massacres de 2021 de Gida Ayana sont une série d'attaques survenues entre le 18 et le 20 août 2021, lorsque l'Armée de libération oromo (OLA) cible des civils amharas à Gida Ayana, dans la région d'Oromia, en Éthiopie, tuant plus de 210 personnes. L'attaque du 18 août tue 150 civils amharas, et les attaques de représailles des milices amharas tuent 60 civils, pour la plupart oromos, le lendemain.

## Contexte
L'Armée de libération oromo est la branche militaire du Front de libération oromo, qui affirme lutter pour les droits du peuple oromo. Après l'éclatement de la guerre du Tigré en novembre 2020 entre le gouvernement éthiopien d'Abiy Ahmed et le Front de libération du peuple du Tigré (TPLF), l'OLA annonce une alliance avec le TPLF. Alors que l'insurrection de l'OLA est relativement mineure et reléguée à de petites poches rurales avant la guerre du Tigré, les troupes éthiopiennes sont contraintes de se déplacer vers le nord et de laisser un vide sécuritaire en Oromia, permettant à l'OLA de s'étendre en 2021. Un conflit éclate dans l'est de la région d'Amhara et l'ouest d'Oromia entre les civils des ethnies amhara et oromo. Une grande partie de l'ouest de l'Oromia est habitée par des civils amharas, ce qui conduit à des conflits entre oromos sur des différends territoriaux.
Les civils amharas déclarent qu'en raison de l'insurrection croissante de l'OLA en 2020 et 2021, de nombreux amharas nés et élevés à Oromia fuient leurs familles vers la région d'Amhara, et les civils amharas restants se préparent à défendre leurs villes contre les militants oromos et à lancer des attaques contre les civils oromos.

## Massacres
Avant le massacre, les forces spéciales d'Oromia ont quitté la région de Gida Ayana. La nouvelle du massacre est rapportée pour la première fois par la Commission éthiopienne des droits de l'homme (en) le 26 août, affirmant que les militants de l'OLA-Shane ont attaqué des civils dans le district de Gida Ayana, tuant des civils amharas. La Commission éthiopienne des droits de l'homme déclare que 150 civils sont tués dans le massacre et que 60 autres sont tués en "représailles ethniques" au cours des jours suivants. L'OLA publie immédiatement une déclaration niant toute responsabilité pour les meurtres et déclare que les morts sont dues à des combats entre les militants de l'OLA et une milice amhara qui a traversé la frontière régionale et attaqué des agriculteurs oromos.
Un résident amhara de Gida Ayana déclare que les militants de l'OLA sont entrés armés dans la ville et que les miliciens amharas ont tenté de se défendre contre l'incursion. L'administrateur de la zone d'Est Welega, où se trouve Gida Ayana, déclare que l'OLA a initialement lancé une incursion dans la ville, qui est défendue par les milices amharas. Après que les amharas soient débordés, l'OLA commence à massacrer les civils oromos et amharas.
Le lendemain du massacre du 18 août, les milices amharas se mobilisent et commencent à riposter contre les oromos, tuant 60 civils, principalement des oromos.

## Conséquences
Les massacres de Gida Ayana sont l'incident le plus meurtrier du conflit de l'Oromia occidental jusqu'à cette date. Entre le 25 et le 29 novembre 2022, des militants Fano de l'ethnie amhara attaquent des civils oromos à Gida Ayana, tuant au moins 50 civils le 25 novembre. Lors de l'attaque, Fano tire sur la police d'Oromia et des civils. Ils reviennent le 29 novembre et tuent 20 autres civils, dont un juge du tribunal de district.
En septembre 2023, l'OLA accuse les Forces de défense nationale éthiopiennes (ENDF) d'avoir tué au moins 31 personnes lors d'attaques contre des civils à Gida Ayana. Les ENDF ont remplacé les Forces spéciales d'Oromia en avril 2023.